# Бєлов Олександр Олександрович
Олександр Олександрович Бєлов (9 листопада 1951, Ленінград — 3 жовтня 1978, там же) — радянський баскетболіст, заслужений майстер спорту СРСР (1972). Перший і єдиний тренер — Володимир Петрович Кондрашин. Центровий команди «Спартак» (Ленінград) в 1967-1978 роках. Вважається одним з найвидатніших баскетболістів СРСР. 
Увійшов в історію світового баскетболу своїм переможним кидком на останній секунді фінального матчу Олімпійських ігор 1972, який вирішив результат поєдинку , вирвав перемогу збірної СРСР у команди США — фінальний результат після кидка Бєлова став 51:50 на користь радянської команди. СРСР став вперше в історії Олімпійським чемпіоном з баскетболу.

## Досягнення
- Чемпіон Олімпійських ігор (1972)
- Чемпіон світу (1974)
- Чемпіон Європи (1969 і 1971),
- Чемпіон СРСР (1975)
- Бронзовий призер Олімпійських ігор (1976)
- Бронзовий призер чемпіонату світу (1970)
- Олександр Бєлов був включений в Зал слави ФІБА в день його відкриття — 1 березня 2007 року.[3]
- Нагороджений орденом «Знак Пошани» (1972).

## Митний скандал 1977 року
23 січня 1977 року, при проходженні митного огляду на виїзд з СРСР на змагання, в сумці Олександра Бєлова були виявлені ікони. Розгорівся скандал, з'явилися навіть статті в центральній пресі. Бєлов був позбавлений звання заслуженого майстра спорту, стипендії. Його вивели з національної збірної і зі складу «Спартака» (до грудня 1977 року).
Дрібна контрабанда (горілка, ікра, відеотехніка) була звичайним явищем для радянських спортсменів тих років. Для боротьби з цим політичне керівництво країни вирішило влаштувати показовий процес над знаменитим спортсменом.
Можливо, що Олександр Бєлов став жертвою провокації. За однією з версій, це була спроба зайняти його місце у стартовій п'ятірці радянської збірної. За іншою версією, так могли спробувати послабити ленінградський «Спартак».

## Хвороба і смерть
Протягом декількох років Олександр Бєлов скаржився на болі в грудях, і тренер «Спартака» Кондрашин давав йому відпочити в кожній грі хвилину-іншу. Скандал і відлучення від баскетболу завдали найсильнішого удару по спортсмену. В серпні 1978 року Бєлова запросили на збори в національну команду, але вже через кілька днів він відчув себе погано. Менш ніж через два місяці, на 27-му році життя, він помер від рідкісної хвороби — ангіосаркоми серця. Похований в Ленінграді на Північному кладовищі. Поруч з Олександром пізніше був похований Кондрашин.
Препарат серця Олександра Бєлова виставлений в музеї ПЗДМУ ім. Мечникова, в клініці якого (тоді ЛенГИДУВ) він проходив лікування.

## Родина
- Олександра Овчинникова — дружина (з квітня 1977), баскетболістка, заслужений майстер спорту СРСР. Дітей немає.

## У кіно
У фільмі «Рух вгору» (2017, реж. А. Мегердичєв), який присвячений перемозі команди СРСР на Олімпійських іграх 1972 року в Мюнхені, роль Олександра Бєлова зіграв Іван Колесніков.